# Avinguda de la Reina Maria Cristina

Vista cap a Plaça d'Espanya, amb les dues Torres Venecianes i el Tibidabo al fons.

L'Avinguda de la Reina Maria Cristina és una avinguda del districte de Sants-Montjuïc de Barcelona, que enllaça Plaça d'Espanya amb el Museu Nacional d'Art de Catalunya (MNAC) sobre el turó de Montjuïc.. L'avinguda fou urbanitzada per Josep Puig i Cadafalch i Guillem Busquets per a l'Exposició Internacional de Barcelona del 1929. Inicialment l'avinguda estava flanquejada per uns fanals de vidre de llum elèctrica de diferents colors en forma de columna d'estil art déco, que recordaven uns espàrrecs, dissenyats per Jean Claude Nicolas Forestier i realitzats per l'enginyer Marià Rubió i Bellver. Aquests fanals van restar fins a la Guerra Civil. Paral·lelament a aquestes columnes de vidre hi havia uns sortidors d'aigua obra de Carles Buigas existents fins a les reformes dels anys vuitanta que els van eliminar. Les dues Torres Venecianes, a l'encreuament d'aquesta avinguda amb Plaça d'Espanya, en són una altra fita d'interès.
Part de la Fira de Barcelona es localitza a l'avinguda, amb fires de comerç, tecnologia i de moda i diferents festivals succeint-se al llarg de l'any. És també el punt d'inici de la Marató de Barcelona i la popular cursa de la Mercè, així com un centre neuràlgic de diferents celebracions barcelonines al llarg de l'any, com la Festa de la Mercè (amb concerts variats i el Piromusical) o la desfilada de l'Orgull.
L'avinguda està recorreguda, en les seves voreres, per un seguit de fonts i cascades, que són il·luminades a diferents festivitats de l'any.

## Nom
L'avinguda va ser batejada originalment amb el nom d'Avinguda d'Amèrica, nom amb que va ser coneguda durant l'Exposició Internacional de Barcelona del 1929. Durant la Segona República, va rebre el nom d'Avinguda Pi i Maragall.
L'any 1939, el règim franquista va tornar a canviar el nom de l'avinguda per homenatjar a la reina regent Maria Cristina d'Habsburg-Lorena, segona muller d'Alfons XII i mare d'Alfons XIII.

## Transport
- Barcelona Metro – Espanya (TMB L1, L3, FGC L8)
- Línia d'autobús del TMB L97 (Barcelona Pl. Reina Maria Cristina – Castelldefels Bellamar)